# 认知吝啬者
在心理学中、人类思想被认为是一种认知的吝啬者。无论智力如何，人们在思考问题和解决问题的时候，更倾向于使用更为简单或省力的方式，而非更加深思熟虑。 就像吝啬鬼总舍不得花钱一样，人们在思考时总是避免那些需要算计的工夫。 认知吝啬者理论是一个总括性的认知理论 ，汇集以往的关于启发式偏差和归因偏差的研究，来解释如何和为什么人们是认知的吝啬者.